# Juan de Dios Prados López
Juan de Dios Prados López, (Motril, 12 augustus 1986), voetbalnaam Juande, is een Spaans profvoetballer die uitkomt voor Kerala Blasters FC in de Indian super league. Hij is een defensieve middenvelder.
Juande genoot zijn jeugdopleiding bij Betis Sevilla. Als jeugdspeler speelde hij in seizoen 2005-2006 mee in de Champions League-wedstrijd tegen RSC Anderlecht. 2007 vormde het jaar van de doorbraak voor Juande. De Spaanse middenvelder speelde tweeëntwintig keer mee met het eerste elftal en werd opgeroepen voor het Spaanse beloftenelftal. Juande stond dat jaar ook dicht bij een transfer naar Liverpool FC, maar de transfer ketste uiteindelijk af.
In 2009 degradeerde hij met Betis naar de Segunda División A. Juande slaagde er niet in om met zijn club promotie af te dwingen waardoor hij ook in seizoen 2010-2011 in de tweede klasse aan de bak moest. In de tweede seizoenshelft werd hij uitgeleend aan reeksgenoot Granada CF. Aan het eind van het seizoen dwongen beide clubs promotie af naar de Primera División. Juande kreeg echter van Betis Sevilla te horen dat hij mocht uitkijken naar een andere club. Eind augustus 2011 vertrok hij transfervrij naar KVC Westerlo.

## Statistieken
| seizoen | club            | land   | competitie         | wed. | goals |
| ------- | --------------- | ------ | ------------------ | ---- | ----- |
| 2005/06 | Betis Sevilla   | Spanje | Primera División   | 1    | 0     |
| 2006/07 | Betis Sevilla   | Spanje | Primera División   | 7    | 0     |
| 2007/08 | Betis Sevilla   | Spanje | Primera División   | 22   | 1     |
| 2008/09 | Betis Sevilla   | Spanje | Primera División   | 9    | 0     |
| 2009/10 | Betis Sevilla   | Spanje | Segunda División A | 19   | 2     |
| 2010/11 | Betis Sevilla   | Spanje | Segunda División A | 12   | 0     |
| 2010/11 | → Granada CF    | Spanje | Segunda División A | 17   | 0     |
| 2011/12 | KVC Westerlo    | België | Jupiler Pro League | 14   | 1     |
| 2012/13 | SD Ponferradina | Spanje | Segunda División A | 17   | 0     |
|         |                 |        | Totaal*            | 118  | 4     |